# Siler zernyi
Siler zernyi är en växtart i släktet Siler och familjen flockblommiga växter.
Arten är en perenn ört som förekommer på Balkan. Den beskrevs först som Laserpitium zernyi av August von Hayek 1921, och fick sitt nu gällande namn av Albert Thellung 1925.

## Underarter
Arten har tre underarter:
- Siler zernyi subsp. laeve (Halácsy) Niketić, F.Conti, D.Lakušić & Bartolucci
- Siler zernyi subsp. ochridanum (Micevski) Niketić, F.Conti, D.Lakušić & Bartolucci
- Siler zernyi subsp. zernyi